# Konstantin Bodin
Konstantin Bodin, död 1101, var en kung i kungariket Duklja mellan åren 1081 och 1101.
Under hans regeringstid frigjorde sig en del av riket år 1091 och bildade furstendömet Serbien.